# Entia non sunt multiplicanda
 Zapoznaj się z zastrzeżeniami dotyczącymi pojęć prawnych w Wikipedii.
Entia non sunt multiplicanda – łacińska sentencja prawnicza oznaczająca bytów nie należy mnożyć. Obecnie jest jedną z podstawowych zasad kodeksowych prawa karnego, w myśl której jeden czyn może być tylko jednym przestępstwem. Konsekwencją tej zasady jest kumulatywny zbieg przestępstw.